# Ripe San Ginesio

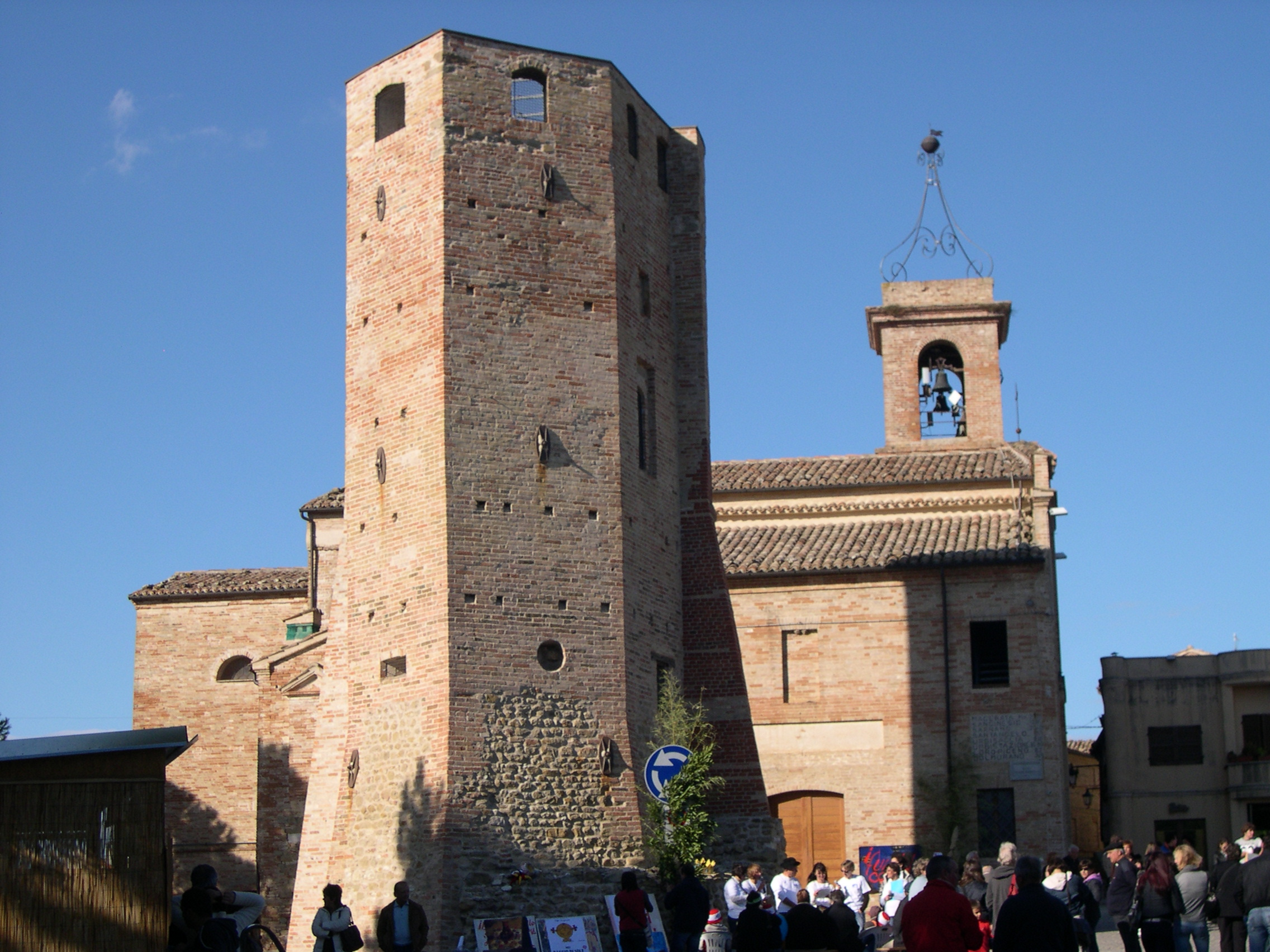
Ripe San Ginesio

Ripe San Ginesio is een gemeente in de Italiaanse provincie Macerata (regio Marche) en telt 817 inwoners (31-12-2004). De oppervlakte bedraagt 10,1 km², de bevolkingsdichtheid is 81 inwoners per km².

## Demografie
Ripe San Ginesio telt ongeveer 318 huishoudens. Het aantal inwoners steeg in de periode 1991-2001 met 0,7% volgens cijfers uit de tienjaarlijkse volkstellingen van ISTAT.
| Jaar | Inwoneraantal |
| ---- | ------------- |
| 1991 | 753           |
| 2001 | 758           |

## Geografie
De gemeente ligt op ongeveer 430 m boven zeeniveau.
Ripe San Ginesio grenst aan de volgende gemeenten: Colmurano, Loro Piceno, San Ginesio, Sant'Angelo in Pontano.